# Winiszte
Winiszte (bułg. Винище) – wieś w Bułgarii, w obwodzie Montana, w gminie Montana. Według danych szacunkowych Ujednoliconego Systemu Ewidencji Ludności oraz Usług Administracyjnych dla Ludności, 15 września 2023 roku miejscowość liczyła 305 mieszkańców.

## Historia
Pierwsza wzmianka o wsi pod własną nazwą znajduje się w księgach osmańskich z 1450 r., a nazwa wsi wywodzi się z faktu, że obszar ten sprzyjał rozwojowi uprawy winorośli. W 1688 roku ludność Winiszta wzięła czynny udział w powstaniu cziprowieckim, które rozpoczęło się po zajęciu Belgradu przez Austriaków 6 września 1688 roku. Pod koniec września w rejonie Żerawicy pomiędzy Kutłowicą (obecnie Montana) a Winisztem doszło do decydującej bitwy pomiędzy powstańcami a armią magnata Imre Thököly, w której siły bułgarskie zostały pokonane. W czasie upadku powstania zniszczona została znaczna część wsi. Latem 1950 r., w szczytowym okresie kolektywizacji Bułgarii, w ramach protestów grupa górali ze wsi podpaliła snopy podczas omłotu.

## Zabytki
W odległości 1,24 km na południowy wschód od centrum wioski, znajduje się rzymska lub bizantyjska twierdza. Zbudowana jest na wzniesieniu o łagodnych, łatwo dostępnych zboczach, ma regularny kształt prostokąta o przybliżonych wymiarach 80x130 m.

## Osoby związane z miejscowością

### Urodzeni
- Władimir Dankin (1927–2001) – bułgarski pisarz
- Miłan Drenczew (1917–2007) – bułgarski polityk